# الكوبيراتيف
الكوبيراتيف (بمعنى:التعاونية) ،هي سلسلة كوميدية مغربية (سيتكوم)، عرضت لأول مرة في رمضان لسنة 2020، تحتوي على بعض الوقفات على شكل نصائح لمواجهة فيروس كورونا بطريقة هزلية تخاطب المشاهد بصفة مباشرة، تناقش طرائف يومية تدور حول تعاونية للنساء مستفيدات من ربحها المالي، على عكس رجالهن الذين لا يشاطرونهن تفس الرأي.

## طاقم التمثيل
| الممثل(ة)      | الدور          | التأثير |
| -------------- | -------------- | --- |
| محمد الخياري   | القايد بن عيسى | قائد يعتقد بأن له نفوذ كبير، لكن لا يحظى بالإحترام الكافي منذ تطاوله على تعاونية النساء.محاولا إغلاقها بشتى الطرق، مدعيا بأنها تسلب النساء من محيطها المنزلي إلى تعاونية لتضييع الوقت وتهرب من المسؤوليات.                                                                                                |
| جميلة الهوني   | نادية          | زوجة القايد بن عيسى، والعضوة المالكة للتعاونية.دائما ما تحاول إبطال محاولات زوجها الهادفة إلى إغلاق التعاونية، مصممة على إبقائها ناجحة حبا في المال. وطموحاتها في إشتراء مجوهرات جديدة لتفتخر بها أمام نساء التعاونية.                                                                                    |
| آية يديني      | بشرى           | ابنة القايد بن عيسى، كلمتها مسموعة بحكم أنها ابنة القائد، إضافة إلى ذكائها الخارق وتحليلها المستمر للقضايا البسيطة، مما يجعل كلا الصنفين (رجالا ونساءا) إلى التشاور معها في العديد من الأمور.كما أن أبوها (القايد بن عيسى)، يراها قائدة تحل مكانه في المستقبل                                             |
| عزيز الحطاب    | عبد الرزاق     | سائق سيارة أجرة، يخاف كثيرا من القياد وأعوان السلطة، محترما جميع إجراءات السلامة لدرجة أن لديه فوبيا تجاه ذكرهم. يحب سيارته كثيرا إلى حد أنه يمكن أن يتخلى عن زواجه مقابلها. يعتمد على نظام في هاتفه لتحديد مدى جفاف الجسم وبدء إحتياجه للماء، فعندما يرن هاتفه يتمايل ويعجز عن الحركة حتى يشرب مرة أخرى. |
| زهيرة صديق     | إيزة           | هي رئيسة التعاونية، وأكثر النساء جدية في العمل. |
| فدوى طالب      |                | |
| ابتسام العروسي | سميرة          | تشتغل بمقهى لتسديد طلبات إبنها الوحيد، لأنها مطلقة ولكن مع ذلك تحلم بزواجها مع صاحب المقهى الذي لا يبادلها نفس الشعور. تقطن عند صديقتها مقابل تسديد أجر الكراء الذي تجاهلته منذ ستة أشهر. |